# 普卡拉山 (帕坦布科區)
14°23′05″S 69°37′33″W / 14.38472°S 69.62583°W
普卡拉山（Pukara），是秘魯的山峰，位於該國東南部普諾大區，由桑迪亞省的帕坦布科區負責管轄，屬於安地斯山脈的一部分，海拔高度4,200米。